# Mjasisjtjev M-4
Mjasisjtjev M-4 (NATO-rapporteringsnamn Bison) var ett tungt bombflygplan tillverkat i Sovjetunionen under 1950-talet.

## Utveckling
29 augusti 1949 provsprängde Sovjetunionen sin första atombomb. Landet var nu en kärnvapennation, men saknade fortfarande medel att leverera kärnvapen till stora delar av den nordamerikanska kontinenten. Ballistiska robotar hade ännu inte interkontinental räckvidd och det största bombflygplanet Tu-4 hade bara en räckvidd på 4 000 km och var dessutom för långsam för att ha någon chans mot jetdrivna jaktflygplan. Stalin beordrade därför att det skulle konstrueras ett bombflygplan som kunde bära 5 ton last och ha en räckvidd på 12 000 km. Det skulle dessutom vara jetdrivet för att kunna flyga i 950 km/h på 12 000 meters höjd.
Uppdraget gick först till Andrej Tupolev som svarade att det var omöjligt att uppnå en sådan räckvidd med de jetmotorer som stod till buds. Han rekommenderade i stället turbopropmotorer för att uppnå den begärda kombinationen av hastighet och räckvidd, något som han också visade med bombflygplanet Tu-95. En som tog sig an utmaningen att bygga ett jetdrivet bombflygplan var Vladimir Mjasisjtjev. Mjasisjtjev som varit lärare på Moskvas flyginstitut hade genomfört studier som visade att fart var en avgörande faktor för bombflygplans överlevnadschanser. Inspirerad av Boeings pågående projekt B-47 Stratojet ansåg han att jetdrift och bakåtsvepta vingar var en lyckad kombination. Nackdelen var att för ett så stort flygplan som M-4 med vingspann på 50 meter var det svårt att göra svepta vingar tillräckligt styva. Trots varningar från flera andra exporter konstruerade han en mindre styv vinge som skulle kunna flexa så mycket som två meter vid vingspetsen. Det gjorde också att M-4 fick landningsställ med ”stödhjul” på vingspetsarna för att vingarna inte skulle ta i marken. M-4 var också det första sovjetiska bombplan som fick hydrauliska roder, pilotens muskelstyrka räckte helt enkelt inte till för att röra de stora rodren vid hög fart.
Tre Tu-4:or användes för utprovning av de olika delarna. En för att testa landningsstället, en för motorprover och en för att testa hydraulrodren och den nya kabinen med katapultstolar. Den första prototypen började byggas i maj 1952 och den flög första gången 20 januari 1953. Flera problem framkom under provflygningarna; Motorerna var för svaga och räckvidden var, trots den enorma bränslelasten, för kort. I normala fall skull det ha lett till att projektet lades ner, men 11 maj 1953 havererade den första Tu-95:an och totalförstördes. Det var ett svårt bakslag för Tupolev som ledde till att M-4 fick klartecken för serieproduktion, under förutsättning att Mjasisjtjev kunde förbättra konstruktionen så att den klarade kraven. Framför allt så måste tomvikten ner från 79,7 ton till 70 ton. Mjasisjtjev utfärdade en belöning på 50 rubel för varje sparat kilo. Det gav resultat; Vikten minskade och räckvidden ökade, men bara till 9 500 km. Det var först när man bytte ut motorerna mot Dobrynins VD-7 och samtidigt ökade spännvidden för att kunna bära mer bränsle som man nådde upp till kravet på 12 000 km räckvidd. Den varianten fick beteckningen 3M.
Det dröjde dock till 1958 innan 3M blev produktionsklar och vid det laget hade Tu-95 redan börjat tas i tjänst. Strategiska bombflyget var inte längre intresserade, men flottan ville skaffa ett par stycken att använda som spaningsplan. Även ett antal bombflygplan med kryssningsrobotar tillverkades innan Mjasisjtjevs flygtillverkning lades ner 1963. De ursprungliga M-4:orna konverterades till lufttankngingsflygplan och var kvar i tjänst ända in på 1990-talet.
Två stycken 3MN började 1979 byggas om för att transportera raketer och rymdfarkoster till Kosmodromen i Bajkonur. Stjärtpartiet byggdes om helt med två stjärtfenor längst ut på stabilisatorerna och flygkroppen förstärktes för att kunna bära extern last på ryggen. Den flög första gången i april 1981 och togs i tjänst i januari 1982. De pensionerade 1989 och ersattes av An-255.

## Varianter
- M-4 – Första produktionsserien. 35 byggda. (Bison-A)
- M-4-2 – Två M-4 konverterade till lufttankningsflygplan.
- 3M – Förbättrad variant med Dobrynin VD-7-motorer, större spännvidd och längre flygkropp. En prototyp konverterad från en M-4. (Bison-B)
- 3MD – 3M konfigurerad som bärare av kryssningsrobotar. Nio byggda. (Bison-C)
- 3MS – 3M byggda med M-4:ans gamla Mikulin-motorer på grund av brist på Dobrynin-motorer.
- 3MN – 3M byggda med Dobrynin-motorer.
- 3MSR – 3MS med uppgraderad elektronik.
- 3MNR – 3MN med uppgraderad elektronik.
- VM-T – 3MN konverterade till transportflygplan för extremt stor last ovanpå flygkroppen. Användes för att transportera Buran och Energia innan An-255 tog över den rollen. Två ombyggda från 3MN.

## Bilder

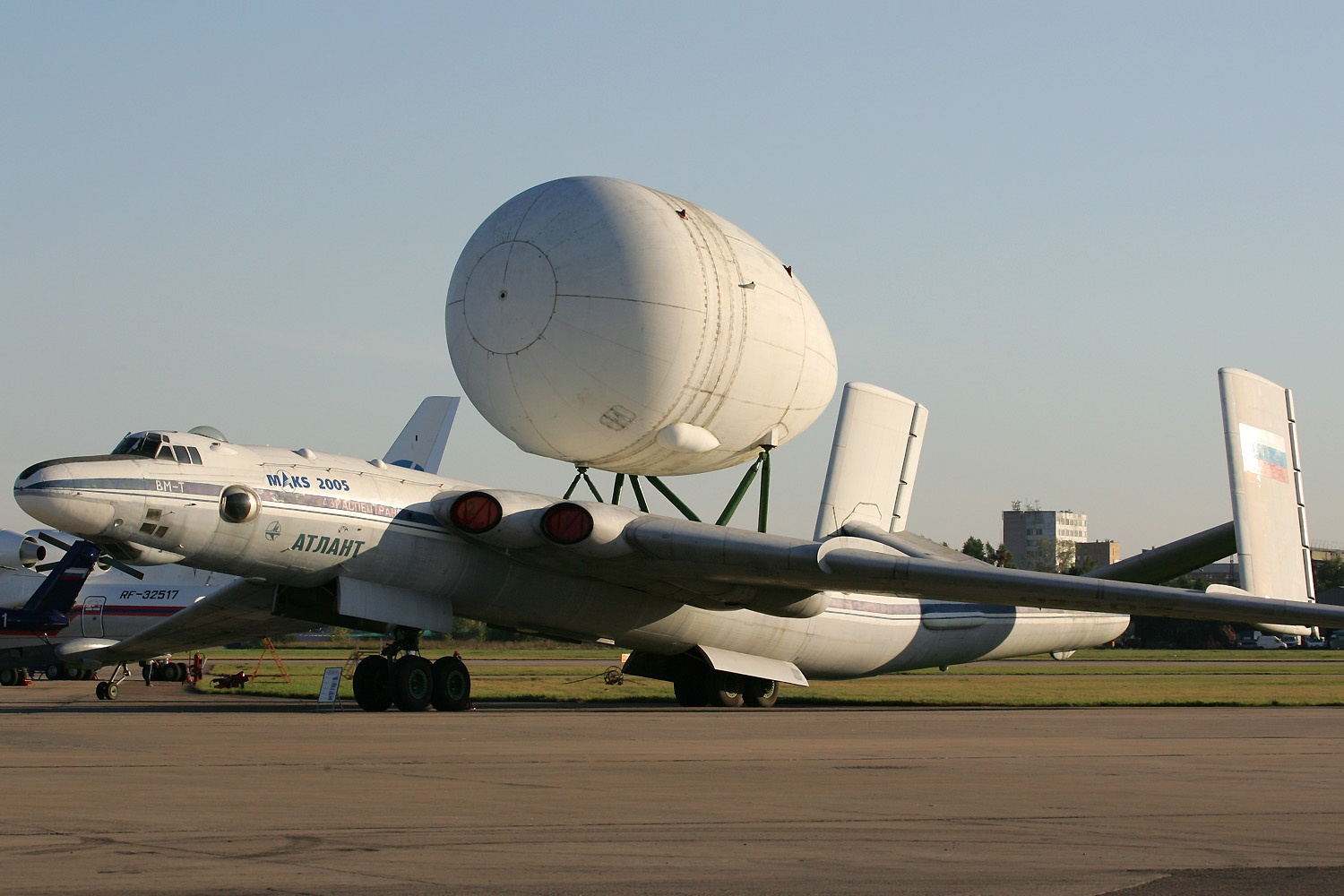
En VM-T Atlant på flygmässan MAKS i Moskva. VM-T är ombyggd till transportflygplan för extremt stor last.
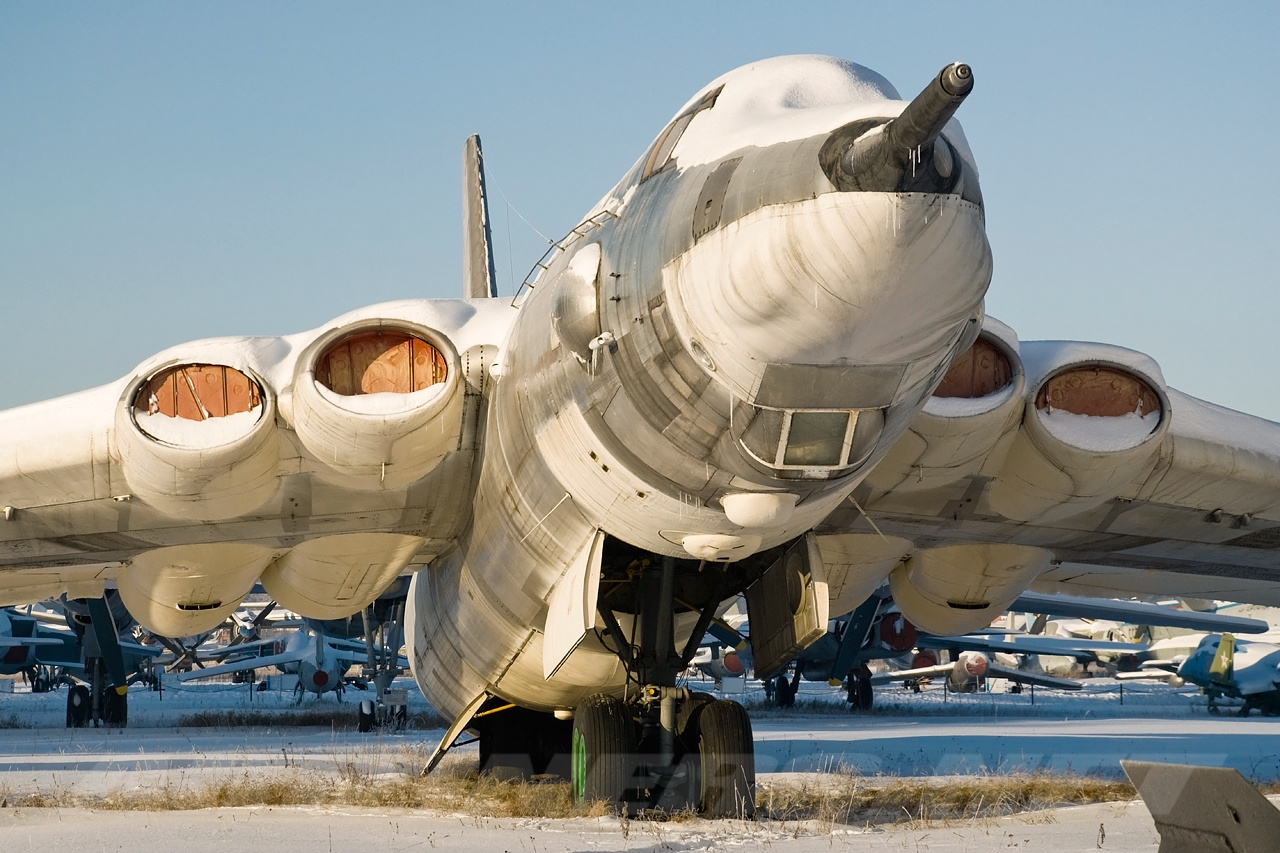
Mjasisjtjev 3MD